# Gymnothorax
Gymnothorax is een geslacht van moeralen uit de familie van de murenen (Muraenidae), dat uit 139 soorten bestaat.
De naam is afgeleid uit het Grieks en betekent "naakte borst". Dit heeft betrekking op het ontbreken van borst- en buikvinnen.

## Soorten
- Gymnothorax afer Bloch, 1795
- Gymnothorax albimarginatus (Temminck & Schlegel, 1846)
- Gymnothorax angusticauda (Weber & de Beaufort, 1916)
- Gymnothorax angusticeps (Hildebrand & Barton, 1949)
- Gymnothorax annasona (Whitley, 1937)
- Gymnothorax annulatus Smith & Böhlke, 1997
- Gymnothorax arabicus Smith, Bogorodsky, Dandar & Zajonz, 2024
- Gymnothorax atolli (Pietschmann, 1935)
- Gymnothorax australicola Lavenberg, 1992
- Gymnothorax austrinus Böhlke & McCosker, 2001
- Gymnothorax bacalladoi Böhlke & Brito, 1987
- Gymnothorax baranesi Smith, Brokovich & Einbinder, 2008
- Gymnothorax bathyphilus Randall & McCosker, 1975
- Gymnothorax berndti Snyder, 1904
- Gymnothorax breedeni McCosker & Randall, 1977
- Gymnothorax buroensis (Bleeker, 1857)
- Gymnothorax castaneus (Jordan & Gilbert, 1883)
- Gymnothorax castlei Böhlke & Randall, 1999
- Gymnothorax cephalospilus Böhlke & McCosker, 2001
- Gymnothorax chilospilus Bleeker, 1865
- Gymnothorax chlamydatus Snyder, 1908
- Gymnothorax conspersus Poey, 1867
- Gymnothorax cribroris Whitley, 1932
- Gymnothorax davidsmithi McCosker & Randall, 2008
- Gymnothorax dovii (Günther, 1870)
- Gymnothorax elaineheemstrae Sithole, Smith & Gouws, 2020
- Gymnothorax elegans Bliss, 1883
- Gymnothorax emmae Prokofiev, 2010
- Gymnothorax enigmaticus McCosker & Randall, 1982
- Gymnothorax equatorialis (Hildebrand, 1946)
- Gymnothorax eurostus (Abbott, 1860)
- Gymnothorax eurygnathos Böhlke, 2001
- Gymnothorax favagineus - Grote netmurene - Bloch & Schneider, 1801
- Gymnothorax fimbriatus (Bennett, 1832)
- Gymnothorax flavimarginatus (Rüppell, 1830)
- Gymnothorax flavoculus (Böhlke & Randall, 1996)
- Gymnothorax formosus Bleeker, 1865
- Gymnothorax funebris Ranzani, 1840
- Gymnothorax fuscomaculatus (Schultz, 1953)
- Gymnothorax gracilicauda Jenkins, 1903
- Gymnothorax griseus (Lacépède, 1803)
- Gymnothorax hansi Heemstra, 2004
- Gymnothorax hepaticus (Rüppell, 1830)
- Gymnothorax herrei Beebe & Tee-Van, 1933
- Gymnothorax hubbsi Böhlke & Böhlke, 1977
- Gymnothorax indicus Mohapatra, Ray, Smith & Mishra, 2016
- Gymnothorax intesi (Fourmanoir & Rivaton, 1979)
- Gymnothorax isingteena (Richardson, 1845)
- Gymnothorax javanicus (Bleeker, 1859)
- Gymnothorax johnsoni (Smith, 1962)
- Gymnothorax kidako (Temminck & Schlegel, 1846)
- Gymnothorax kolpos Böhlke & Böhlke, 1980
- Gymnothorax kontodontos Böhlke, 2000
- Gymnothorax longinaris Allen, Erdmann & Sianipar, 2018
- Gymnothorax longinquus (Whitley, 1948)
- Gymnothorax maderensis (Johnson, 1862)
- Gymnothorax mareei Poll, 1953
- Gymnothorax margaritophorus Bleeker, 1865
- Gymnothorax marshallensis (Schultz, 1953)
- Gymnothorax mccoskeri Smith & Böhlke, 1997
- Gymnothorax megaspilus Böhlke & Randall, 1995
- Gymnothorax melanosomatus Loh, Shao & Chen, 2011
- Gymnothorax melatremus Schultz, 1953
- Gymnothorax meleagris (Shaw, 1795)
- Gymnothorax microstictus Böhlke, 2000
- Gymnothorax miliaris (Kaup, 1856)
- Gymnothorax minor (Temminck & Schlegel, 1846)
- Gymnothorax mishrai Ray, Mohapatra & Smith, 2015
- Gymnothorax moluccensis (Bleeker, 1865)
- Gymnothorax monochrous (Bleeker, 1856)
- Gymnothorax monostigma (Regan, 1909)
- Gymnothorax mordax (Ayres, 1859)
- Gymnothorax moringa (Cuvier, 1829)
- Gymnothorax nasuta de Buen, 1961
- Gymnothorax neglectus Tanaka, 1911
- Gymnothorax nigromarginatus (Girard, 1858)
- Gymnothorax niphostigmus Chen, Shao & Chen, 1996
- Gymnothorax nubilus (Richardson, 1848)
- Gymnothorax nudivomer (Günther, 1867)
- Gymnothorax nuttingi Snyder, 1904
- Gymnothorax obesus (Whitley, 1932)
- Gymnothorax ocellatus Agassiz, 1831
- Gymnothorax panamensis (Steindachner, 1876)
- Gymnothorax parini Collette, Smith & Böhlke, 1991
- Gymnothorax paucivertebralis Allen, Erdmann & Sianipar, 2018
- Gymnothorax phalarus Bussing, 1998
- Gymnothorax pharaonis Smith, Bogorodsky, Mal & Alpermann, 2019
- Gymnothorax phasmatodes (Smith, 1962)
- Gymnothorax philippinus Jordan & Seale, 1907
- Gymnothorax pictus (Ahl, 1789)
- Gymnothorax pikei Bliss, 1883
- Gymnothorax pindae Smith, 1962
- Gymnothorax poikilospilus Chen & Huang, 2022
- Gymnothorax polygonius Poey, 1875
- Gymnothorax polyspondylus Böhlke & Randall, 2000
- Gymnothorax polyuranodon (Bleeker, 1853)
- Gymnothorax porphyreus (Guichenot, 1848)
- Gymnothorax prasinus (Richardson, 1848)
- Gymnothorax prionodon Ogilby, 1895
- Gymnothorax prismodon Böhlke & Randall, 2000
- Gymnothorax prolatus Sasaki & Amaoka, 1991
- Gymnothorax pseudoherrei Böhlke, 2000
- Gymnothorax pseudokidako Huang, Loh & Liao, 2021
- Gymnothorax pseudomelanosomatus Loh, Shao & Chen, 2015
- Gymnothorax pseudoprolatus Smith, Hibino & Ho, 2018
- Gymnothorax pseudothyrsoideus (Bleeker, 1852)
- Gymnothorax pseudotile Mohapatra, Smith, Ray, Mishra & Mohanty, 2017
- Gymnothorax punctatofasciatus Bleeker, 1863
- Gymnothorax punctatus Bloch & Schneider, 1801
- Gymnothorax randalli Smith & Böhlke, 1997
- Gymnothorax reevesii (Richardson, 1845)
- Gymnothorax reticularis Bloch, 1795
- Gymnothorax richardsonii (Bleeker, 1852)
- Gymnothorax robinsi Böhlke, 1997
- Gymnothorax rueppellii (McClelland, 1844)
- Gymnothorax ryukyuensis Hatooka, 2003
- Gymnothorax sagenodeta (Richardson, 1848)
- Gymnothorax sagmacephalus Böhlke, 1997
- Gymnothorax saxicola Jordan & Davis, 1891
- Gymnothorax serratidens (Hildebrand & Barton, 1949)
- Gymnothorax shaoi Chen & Loh, 2007
- Gymnothorax smithi Sumod, Mohapatra, Sanjeevan, Kishor & Bineesh, 2019
- Gymnothorax sokotrensis Kotthaus, 1968
- Gymnothorax steindachneri Jordan & Evermann, 1903
- Gymnothorax taiwanensis Chen, Loh & Shao, 2008
- Gymnothorax tamilnaduensis Kodeeswaran, Kantharajan, Mohapatra, Kumar & Sarkar, 2023
- Gymnothorax thyrsoideus (Richardson, 1845)
- Gymnothorax tile (Hamilton, 1822)
- Gymnothorax undulatus (Lacépède, 1803)
- Gymnothorax unicolor (Delaroche, 1809)
- Gymnothorax vagrans (Seale, 1917)
- Gymnothorax verrilli (Jordan & Gilbert, 1883)
- Gymnothorax vicinus (Castelnau, 1855)
- Gymnothorax vietnamensis Smith, Hibino & Ho, 2018
- Gymnothorax visakhaensis Mohapatra, Smith, Mohanty, Mishra & Tudu, 2017
- Gymnothorax walvisensis Prokofiev, 2009
- Gymnothorax woodwardi McCulloch, 1912
- Gymnothorax ypsilon Hatooka & Randall, 1992
- Gymnothorax zonipectis Seale, 1906